# 3882 Johncox
3882 Johncox је астероид главног астероидног појаса чија средња удаљеност од Сунца износи 2,451 астрономских јединица (АЈ).
Апсолутна магнитуда астероида је 13,0.